# Elina Lampela
Elina Aino Sofia Lampela, född 18 februari 1998 i Irving, Texas, USA, är en finländsk stavhoppare. Hon tävlar för Oulun Pyrintö. Hon tränades fram till 2013 av Kimmo Jokivartio, mellan 2013 och 2018 av Ossi Helander, mellan 2018 och 2021 av Steve Rippon från Australien samt sedan 2021 av Rauli Pudas.

## Karriär

### Ungdomstävlingar
Lampela tog silver i stavhopp vid European Youth Olympic Festival 2013 i Utrecht med ett hopp på 4,02 meter. Vid juniorvärldsmästerskapen i friidrott 2014 i Eugene slutade hon på 9:e plats och slog personbästa med ett hopp på 4,10 meter. Vid junioreuropamästerskapen i friidrott 2015 i Eskilstuna slutade Lampela fjärde plats med ett hopp på 4,15 meter.

### OS-debut och nytt personbästa (2020–)
Lampela gjorde OS-debut i stavhoppet vid olympiska sommarspelen 2020 i Tokyo som ägde rum den 2 augusti 2021. Hon fick dock inget lyckat resultat i tävlingen efter att ha rivit ut sig i kvalet på ingångshöjden 4,25 meter.
Den 22 maj 2021 slog Lampela sitt personbästa med ett hopp på 4,53 meter vid en tävling i Åbo. Inomhus är hennes personbästa ett hopp på 4,36 m i Kuortane, vilket hon satte den 31 januari 2021. Vid Finnkampen 2021 som ägde rum i september slutade Lampela på första plats med ett hopp på 4,34 meter.

### Finska mästerskapen i friidrott
Vid kalevaspelen (finska mästerskapen i friidrott) tog Lampela guld 2022, silver 2020 och 2021 samt brons 2014. I finska inomhusmästerskapen tog hon guld 2021, silver 2017 och 2020 samt brons 2015.

## Privatliv
Lampela flyttade från Uleåborg till Helsingfors 2018 och bor i stadsdelen Vik. Hon studerar molekylär biovetenskap vid Helsingfors universitet.